# Cécile Tormay
Cécile Tormay (geboren 8. Oktober 1876 in Budapest, Österreich-Ungarn; gestorben 2. April 1937 in Mátraháza) war eine ungarische Schriftstellerin und Frauenfunktionärin.

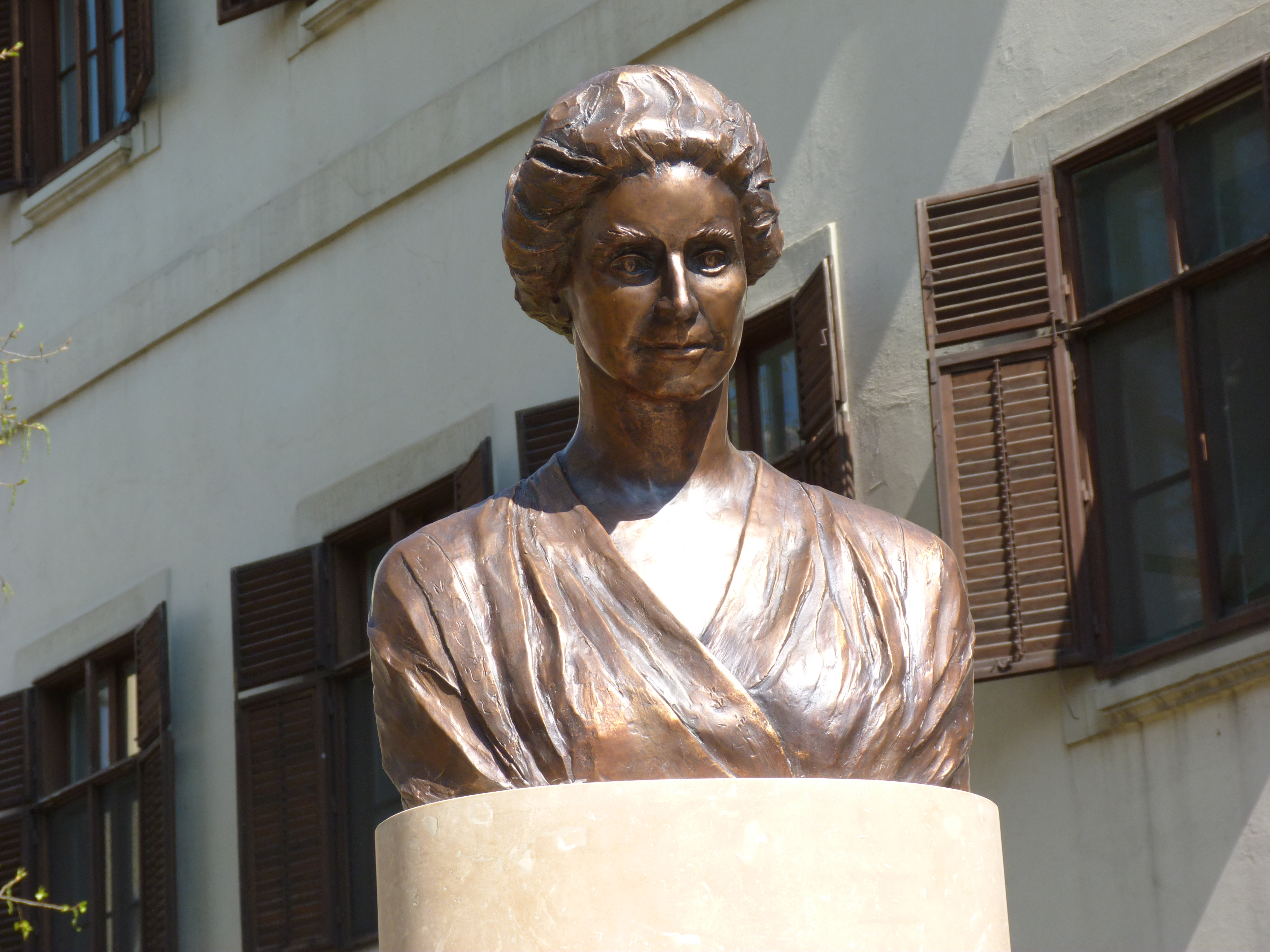
Denkmal für Cécile Tormay in Józsefváros

## Leben
Cécile Tormay stammt aus einer deutschen Einwandererfamilie, deren Namen magyarisiert wurden. Die Familie ihres Vaters wurde im späten 19. Jahrhundert geadelt. Ihr Vater Béla Tormay Krenmüller (1839–1906) war Veterinär, Agronom und korrespondierendes Mitglied der Ungarischen Akademie der Wissenschaften. Cécile Tormay erhielt eine Ausbildung durch Hauslehrer und lernte die deutsche, italienische, französische, lateinische und ungarische Sprache und Literatur. Sie übersetzte Franz von Assisis Fioretti ins Ungarische und schrieb Belletristik, die auch in Übersetzungen herauskam.
Im Jahr 1919 wandte sie sich in der Öffentlichkeit gegen die Ungarische Räterepublik. Nachdem das Königreich Ungarn unter Miklos Horthy wiedererrichtet war, rechnete sie in ihrem tagebuchartigen Roman Bujdosó könyv mit der niedergeschlagenen Republik ab, das antikommunistische und antisemitische Buch wurde auch ins Englische und Französische übersetzt. Tormay wurde 1923 Herausgeberin der Kulturzeitschrift Napkelet (Osten), eine Gegenstimme zur 1908 gegründeten liberalen Literaturzeitschrift Nyugat (Westen).

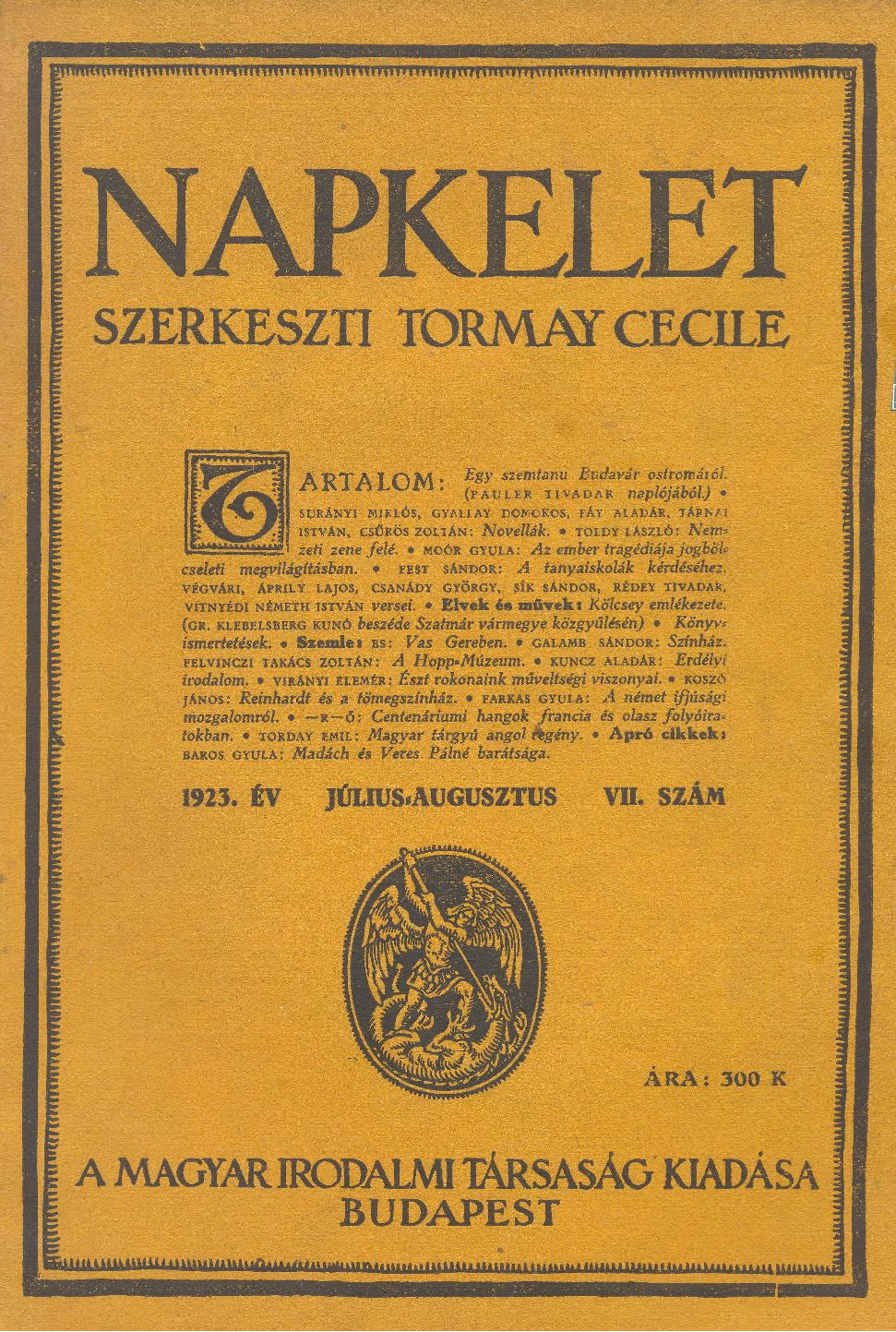
Napkelet (1923)

Tormay wurde 1919 Präsidentin der Christlichen Frauenvereinigung Ungarns (Magyar Asszonyok Nemzeti Szövetsége, MANSz), die 1930 eine Million Mitglieder und hunderte Ortsvereine hatte. Sie setzte sich in den 1920er Jahren für die Wiedereinführung des Frauenstudiums ein.
Tormay agitierte für den antijüdischen Numerus clausus, der 1920 in Ungarn eingeführt wurde. Tormay schrieb antisemitische Schriften und beschuldigte die ungarischen Juden, das Blut der ungarischen Rasse zu verderben. Tormay war eine öffentliche Bewunderin des italienischen Diktators Benito Mussolini. Beim zehnjährigen Jubiläum des Marsches auf Rom 1932 war sie Gast des Duce und hielt ihre Eloge in italienischer Sprache. Unter ihren Freunden und Förderern waren der Unterrichtsminister der 1920er Jahre Kunó Klebelsberg, sein Nachfolger Bálint Hóman, der Ministerpräsident Gyula Gömbös und der Jesuit und radikale Antisemit Béla Bangha und auch der Reichsverweser Horthy. Unter ihren Freundinnen waren Emma Ritoók und Edina Pallavicini, eine namenlose Gräfin, mit der sie in Mátraháza zusammenlebte und die später ihren literarischen Nachlass verwaltete.
Tormay verfasste zwei Romane Menschen unter Steinen, 1911 und Das alte Haus, 1914, wofür sie den Péczely-Preis erhielt, und fünf Erzählungen. Ihre unvollendete Mittelalterroman-Trilogie Az ősi küldött wurde postum von Miklós Bánffy herausgegeben.
Tormay wurde mit dem 1995 gestifteten Magyar Örökség díj geehrt.

## Werke (Auswahl)
- Apródszerelem. 1900
- Apró bűnök. 1905
- Emberek a kövek között. 1911
  - Menschen unter Steinen : Roman. Übersetzung Heinrich Horvat. Berlin: S. Fischer, 1912
- A régi ház. 1914
  - Das alte Haus : Roman. Übersetzung Heinrich Horvat. Berlin: S. Fischer, 1917
- Viaszfigurák. 1918
- Álmok. 1920
- Bujdosó könyv. 1920, 1921
- Megállt az óra. 1924
- Az ősi küldött. 1933 bis 1937